# 나를 더 이상 괴롭히지 마라
"나를 더 이상 괴롭히지 마라"는 대한민국에서 제작된 임권택 감독의 1971년 영화이다. 김희라 등이 주연으로 출연하였고 김동수 등이 제작에 참여하였다.

## 출연

### 주연
- 김희라
- 김창숙